# Rząd na uchodźstwie
Rząd na uchodźstwie – grupa polityczna roszcząca sobie prawo do sprawowania władzy w danym państwie jako legalny rząd. Rząd taki za zgodą państwa goszczącego rezyduje poza granicami swojego kraju, nie sprawując żadnego realnego władztwa nad jego terytorium albo sprawując je w stopniu bardzo ograniczonym. Rządy na uchodźstwie często dążą do powrotu do rodzimego państwa i przejęcia tam pełni albo większości władzy faktycznej. Współcześnie taką formacją jest m.in. Centralny Rząd Tybetański.
Rządy na uchodźstwie można podzielić na trzy kategorie:
1. dążące do obalenia grupy sprawującej władzę w państwie, z którego się wywodzą,
2. dążące do ustanowienia nowego, międzynarodowo uznanego państwa albo terytorium autonomicznego,
3. dążące do odzyskania władzy utraconej wskutek działań wojennych[1].

W trakcie II wojny światowej niemiecka okupacja znacznej części Europy doprowadziła do ewakuacji rządów wielu państw. W Londynie działało osiem uznanych rządów na uchodźstwie: belgijski, czechosłowacki, jugosłowiański, grecki, holenderski, luksemburski, norweski i polski.

## Rządy na uchodźstwie

### Rząd Polski
Rząd Rzeczypospolitej Polskiej na uchodźstwie działał od agresji Niemiec na Polskę w 1939 roku, najpierw w Paryżu, następnie w Angers i przez większość czasu swojego istnienia w Londynie – stąd też często bywa potocznie nazywany rządem londyńskim. Po pokonaniu Niemiec hitlerowskich i ustanowieniu w Polsce władzy komunistycznej polski rząd na uchodźstwie utracił poparcie międzynarodowe, ale działał do odzyskania suwerenności i wyborów prezydenckich w 1990 roku.